# Nuno Cadete Gerson
Nuno, właśc. Nuno Cadete Gerson (ur. 25 kwietnia 1983 w Luandzie) – piłkarz angolski grający na pozycji bramkarza.

## Kariera klubowa
Nuno jest wychowankiem swojego klubu Atlético Sport Aviação. W 2004 roku zadebiutował w jego barwach pierwszej lidze i od tego czasu stał się pierwszym bramkarzem klubu. W latach 2002–2004 trzykrotnie z rzędu zdobywał mistrzostwo kraju. W latach 2003–2005 był zdobywcą Pucharu Angoli, a w 2005 roku dodatkowo zdobył krajowy puchar.
W 2013 roku Nuno przeszedł do Kabuscorpu, z którym w tym samym roku wywalczył mistrzostwo Angoli. W 2014 roku odszedł do GD Interclube.

## Kariera reprezentacyjna
W reprezentacji Angoli Nuno zadebiutował w 2007 roku. W 2008 roku został powołany na Puchar Narodów Afryki 2008, gdzie pełni rolę trzeciego bramkarza.